# Clarembaud de Broyes
Clarembaud de Broyes, mort en 1202, était archevêque de Tyr, dans le royaume croisé de Jérusalem, au début du XIIIe siècle.

## Biographie
Clarembaud est originaire du village de Broyes, dans le comté de Champagne, où il semble faire partie de l'entourage des seigneurs de ce lieu.
Il apparait pour la première fois dans une charte de 1172 du comte Henri Ier de Champagne en faveur de l'abbaye de Montiéramey. Il est tout d'abord chanoine à la collégiale Saint-Étienne de Troyes, dont il devient maître des Écoles à partir de 1186. Il est ensuite chanoine à la cathédrale Saint-Étienne de Meaux.
La date de son départ est incertaine, mais il disparait des chartes champenoises dans la fin du XIIe siècle. Il arriverait en Terre sainte vers 1202 dans l'entourage du légat apostolique Soffredo avant d'être élu archevêque de Tyr l'année suivante.
Le 3 octobre 1210, il assiste dans sa cathédrale Sainte Croix de Tyr au couronnement par le patriarche latin de Jérusalem Albert de son compatriote Jean de Brienne et de Marie de Montferrat, récemment mariés à Saint-Jean-d'Acre.
Il semble être mort vers le mois de juillet 1215.